# Flo Rida
Tramar Dillard, művésznevén Flo Rida (Carol City, Florida, 1979. szeptember 16. –) többszörös Grammy-díjra jelölt amerikai rapper. Tizenévesen egy helyi rapcsoporttal (2 Live Crew) kezdte karrierjét. Később több népszerű rap-mixtape-ben és stúdióalbumban jelent meg, leginkább a We the Best-ben 2006-ban. A Mail on Sunday volt Flo Rida bemutatkozó albuma. Ezt követte a Low című kislemeze T-Pain-nel, ami az első volt tíz héten keresztül 2008-ban. Két másik kislemeze is készült a Mail on Sunday-ról, az Elevator és az In the Ayer. 2009-ben, a második albuma, a R.O.O.T.S. is megjelent; erről a Right Round hat egymást követő hétben volt a Hot 100-as lista elején. Senhittel együtt San Marinót képviselte a 2021-es Eurovíziós Dalfesztiválon az Adrenalina című dalukkal.

## Élete
Tramar a floridai Carol City, Miami-Dade megyében született egy nyolcgyermekes családban. Pályája kezdetén nem ért el nagy sikereket, később szülőhelye miatt vette fel a Flo Rida nevet.
Mikor tizenéves volt, Dillard egy helybeli rap csoporttal dolgozott (2 Live Crew) és alakította meg az ő saját amatőr csoportját néhány barátjával, amit "The Sugar Hill Gang"-nak neveztek.
Debütáló albumán olyan neves előadók segédkeztek, mint Timbaland, Yung Joc, J.R. Rotem és The Runners.

## Diszkográfia

### Stúdióalbumok
- 2008: Mail on Sunday
- 2009: R.O.O.T.S.
- 2010: Only One Flo (Part 1)
- 2012: Wild Ones
- 2015: My House

### Kislemezek
- 2008 Low (featuring T-Pain)
- 2008 Elevator (featuring Timbaland)
- 2008 In the Ayer (featuring will.i.am)
- 2009 Right Round (featuring Kesha)
- 2009 Sugar (featuring Wynter Gordon)
- 2008 Birthday (featuring Rick Ross)
- 2008 Roll (featuring Sean Kingston)
- 2009 Shone (featuring Pleasure P)
- 2009 Be On You (featuring Ne-Yo)
- 2009 Jump (featuring Nelly Furtado)
- 2009 Available (featuring Akon)
- 2008 Move Shake Drop (DJ Laz featuring Flo Rida, Casely and Pitbull)
- 2008 Running Back (Jessica Mauboy featuring Flo Rida)
- 2009 Feel It (DJ Felli Fel featuring T-Pain, Sean Paul, Pitbull, & Flo Rida)
- 2009 "Cause A Scene" (Teairra Mari featuring Flo Rida)
- 2014 GDFR (featuring Sage the Gemini & Lookas)
- 2015 Once In A Lifetime

Közreműködések
- Adrenalina (Senhit)